# Obermichelbach
Obermichelbach er en kommune i Landkreis Fürth i Regierungsbezirk Mittelfranken i den tyske delstat Bayern. Denn er administrationsby for
Verwaltungsgemeinschaft Obermichelbach-Tuchenbach.

## Geografi
Obermichelbach ligger på en højslette mellem dalene til floderne Aurach i nord, Regnitz iøst og Zenn mod syd.

### Nabokommuner
Nabokommunerne er (med uret fra nord):
- Herzogenaurach
- Erlangen
- Fürth
- Veitsbronn
- Tuchenbach

### Inddeling
Kommunen består af de tre landsbyer:
- Obermichelbach
- Untermichelbach
- Rothenberg